# パムファイネッテ・ブイサ
パムファイネッテ・ブイサ（Pamphinette Buisa、1996年12月28日 - ）は、カナダの女子ラグビー選手。

## プロフィール
- カナダ・ビクトリア出身[1]。
- ポジションはセンター(CTB)。
- 身長 179cm、体重 79kg

## 略歴
2021年、東京五輪の7人制女子カナダ代表に選ばれた。